# Massagris regina
Massagris regina är en spindelart som beskrevs av Wesolowska 1993. Massagris regina ingår i släktet Massagris och familjen hoppspindlar. Inga underarter finns listade i Catalogue of Life.